# Ане Нурми
Ане Маряна Нурми (на фински: Anne Marjanna Nurmi) е финландска певица, композитор и клавирист, член на групата Lacrimosa. Живее в Швейцария.
Нурми е родена на 22 август 1968 г. в Тампере. В младостта си пее в църковни хорове и започва да свири на клавишни инструменти. Нурми е певица с глас контраалт. През 1987 г. Нурми и певец на име Юрки създават готик метъл група, наречена Noidat („Вещиците“). През 1989 г. към тази група се присъединяват още двама членове, Науку и Тоби. Тогава групата сменя името си на Two Witches и започва да пише текстовете си предимно на английски език. През 1993 г. Two Witches прави турне заедно с група Лакримоса, където Ане се среща с музиканта и композитор от немски произход Тило Волф. Тило е толкова привлечен от гласа ѝ, че я кани да се присъедини към неговия проект и така Нурми става член на Lacrimosa през 1993 г.

## Дискография

### С Lacrimosa[3]
- 1990 Clamor („Шум“)
- 1991 Angst („Страх“)
- 1992 Einsamkeit („Самота“)
- 1993 Alles Lüge (CDS) („Всичко е лъжа“)
- 1993 Satura („Жертвата ба боговете“)
- 1994 Schakal (CDS) („Чакал“)
- 1995 Inferno („Преисподня“)
- 1996 Stolzes Herz (CDS) („Гордо сърце“)
- 1997 Stille („Безмълвие“)
- 1999 Alleine zu zweit (CDS) („Самотни заедно“)
- 1999 Elodia („Елодия“)
- 2001 Der Morgen Danach (CDS) („Утрото на следващия ден“)
- 2001 Fassade („Фасада“)
- 2002 Durch Nacht und Flut (CDS) („През нощи и потоци“)
- 2003 Echos („Ехо“)
- 2005 The Party Is Over (EP) („Вечеринката е свършила“)
- 2005 Lichtgestalt („Светъл образ“)
- 2006 Lichtgestalten (EP) („Светли образи“)
- 2007 Lichtjahre (live) („Светли години“)
- 2009 Feuer (CDS) („Огън“)
- 2009 I Lost My Star (EP) („Аз загубих моята звезда“)
- 2009 Sehnsucht („Тъга“)
- 2010 Schattenspiel („Театър на сенките“)
- 2012 Revolution („Революция“)
- 2013 Heute Nacht („Тази нощ“)
- 2014 Live in Mexico City
- 2015 Hoffnung („Надежда“)
- 2017 Testimonium („Свидетелство“)
- 2019 Zeitreise („Пътешествие във времето“)
- 2021 Leidenschaft („Страст“)